# 三里村 (岐阜県)
三里村（みさとむら）はかつて岐阜県稲葉郡に存在した村である。
現在の岐阜市の中西部付近である。
岐阜市へ編入後、国道21号や岐阜垂井線、岐阜環状線、岐阜南濃線、岐阜羽島線などの主要道路走る交通の要所となっている。これらの主要道路沿いの店舗が多い他、岐阜県美術館や岐阜県図書館も設置されている。

## 歴史
江戸時代、村域は美濃国厚見郡に含まれ、清村、六条村、宇佐村が存在した。いずれも加納藩領であった。
1989年（明治22年）の町村制施行により六条村、清村、宇佐村が発足した。3ヶ村組合を設け、役場を六条村に置いた。1897年（明治30年）4月の郡の再編に合わせて3村は合併し、稲葉郡三里村となった。村名は3村が合併したことによる。
岐阜市に近接し、1924年（大正13年）に設定された岐阜市の都市計画区域に組み入れられた。翌1925年から岐阜市長を務めた松尾国松によれば、当時の三里村長の石榑喜一郎が岐阜市との合併を主張したという。反対派は岐阜市長の松尾に対して荒田川に繋がる三尺幅の排水溝の拡幅を求めたが、松尾はこれを快諾して1935年（昭和10年）6月の合併に至った。

### 行政区画の変遷
- 1897年（明治30年）4月1日 - 厚見郡、各務郡と方県郡の一部が合併し、稲葉郡が成立[7]。同日、六条村、清村、宇佐村が合併し、稲葉郡三里村となる。
- 1935年（昭和10年）6月15日 - 岐阜市に編入される[8]。

## 村長
- 石榑敬一

## 学校
- 三里尋常高等小学校（現・岐阜市立三里小学校）

## 寺社
- 六條神社
- 旦ノ越神社